# علی‌آباد (بخش مرکزی اصفهان)
علی‌آباد یک روستا در ایران است که در بخش مرکزی شهرستان اصفهان در شهرستان اصفهان واقع شده‌است. علی‌آباد ۲۱ نفر جمعیت دارد.

## جمعیت
این روستا در دهستان قهاب جنوبی قرار دارد و براساس سرشماری مرکز آمار ایران در سال ۱۳۸۵، جمعیت آن ۲۱ نفر (۶ خانوار) بوده‌است.